# Giannis Koskiniatis
Giannis Koskiniatis (29. srpna 1983 Rhodos – 29. října 2008 Koskinou) byl řecký fotbalista hrající za klub Diagoras F.C. Za tento tým odehrál 61 zápasů a vstřelil 4 góly.

## Kariéra
Hrál za klub Diagoras celkem v 61 zápasech Gamma Ethniki, vstřelil čtyři góly a pomohl klubu k postupu do Beta Ethniki v sezóně 2008/09. V následující sezóně však nehrál kvůli zranění nohy, po návratu byl vyřazen pro zápas s Olympiakosem. Kolem poledne zmizel, vyjel na motorce na vrchol útesu. Na vrcholu útesu zanechal dopis na rozloučenou. Čtení dopisu zůstalo v soukromí v kruhu jeho rodiny. Poté z útesu skočil a spáchal sebevraždu. Klub Diagoras prohrál zápas s výsledkem 3:2.
Tým ho údajně poslal na psychologickou pomoc.